# Франжоли, Владимир Тимофеевич
Влади́мир Тимофе́евич Франжо́ли (или Франжоли́;4 [16] августа 1882, Вятка, Вятская губерния, Российская империя — ?) — российский революционер, журналист. Участник октябрьской всеобщей политической стачки 1905 года в Вятке.
Редактор газеты «Вятская речь». Статья «Вятской речи» «„Карательная экспедиция“ для взыскания податных недоимок с крестьян Котельничского уезда» в 1909 году была перепечатана центральными газетами, вызвала бурное обсуждение в Государственной думе и за рубежом, её публикация повлекла перевод вятского губернатора С. Д. Горчакова в Калугу.
Сын революционеров-народников Тимофея Франжоли и Марии Франжоли, брат советской актрисы Людмилы Франжоли. В соответствии с семейным мифом, их общий предок Афанасий Дмитриевич Франжоли, австриец по происхождению, был гарибальдийцем, бежавшим в Россию из Триеста от преследования на родине. В ходе дебатов в Государственной думе эти обстоятельства нашли преломлённое освещение в прессе.

## Биография
Владимир родился в Вятке 16 августа 1882 года, он был третьим ребёнком в семье ссыльных революционеров-народников Тимофея Афанасьевича и Марии Анисимовны Франжоли, сосланных в Вятку из Херсона за политическую неблагонадёжность. Кроме Владимира, в семье росли старшая дочь Людмила, вскоре умершая, старший брат Николай, младшие сёстры Нина, Надежда, Людмила, ставшая в советское время театральной актрисой, и младший брат Виктор. Семейные традиции активной общественной деятельности и революционной борьбы продолжили трое из шести детей бывшего австрийского подданного Тимофея Франжоли — Владимир, Нина и Виктор. В 1892 году Владимир был отдан в подготовительный класс Александровского земского реального училища в Вятке. В это же время в училище учился Александр Гриневский, будущий писатель Александр Грин. Впрочем, Гриневский уже 15 октября 1892 года был отчислен из числа учащихся за оскорбительное стихотворение об училищных педагогах.
Владимир учился в училище до 1897 года, но так и не получил аттестата, окончив лишь два класса; о дальнейшем его образовании ничего не известно. Поступил счетоводом в главную контору Вятских мастерских, быстро усвоил оппозиционные взгляды и принял активное участие в Первой русской революции. Осенью 1905 года Владимир Франжоли был в числе организаторов забастовки на участке Пермь-Котласской железной дороги в Вятке, проходившей в рамках первой масштабной общероссийской политической стачки. Среди других организаторов акции был известный вятский революционер И. П. Деришев (1870—1951), «дедушка вятских большевиков», как и В. Т. Франжоли, работавший в Вятских мастерских и принимавший участие в революционной деятельности на стороне РСДРП с 1903 года. По своим убеждениям Владимир Франжоли был не то социал-демократом, не то эсером. За участие в забастовке 14 января 1906 года он был арестован.
Находясь под стражей, подследственный вёл себя достаточно строптиво, писал вятскому губернатору С. Д. Горчакову надменные послания, утверждал, что он неподсуден российским законам, ссылался на австрийское подданство отца Тимофея Франжоли, хотя тот ещё в 1885 году присягнул на верность русской короне, а к 1905 году давно был крупным вятским кондитером, фабрикантом, ремесленным головой города Вятки и гласным местной Думы: «По метрическому свидетельству я числюсь австрийским подданным. Русского подданства я не принимал и принимать не намерен, а потому прошу Ваше превосходительство сообщить мне, на каком основании я арестован».
После самоубийства первого председателя Вятского комитета РСДРП В. А. Горбачёва в конце марта 1906 года состоялись его похороны. Организацию похорон на Богословском кладбище взял на себя Владимир Франжоли. По окончании похорон в Вятке произошла стихийная демонстрация рабочих, достигавшая 600 человек. 18—21 ноября 1906 года в Вятке состоялось выездное заседание Казанской судебной палаты по делу о дворянине А. А. Шанявском и организации политической стачки железнодорожников с 8 по 18 декабря 1905 года. Владимир Франжоли и Иван Деришев были признаны судом виновными в числе прочих 16 лиц обвиняемых. Обвинение Владимиру Тимофеевичу гласило:

В октябре и ноябре 1905 года в пределах Вятской губернии принимал активное участие в сообществе, именовавшемся Всероссийский железнодорожный союз, заведомо поставившем целью своей деятельности устройство забастовки железнодорожных рабочих и служащих для прекращения функции правительственной железной дороги и принуждения к созыву Учредительного собрания. <…> 8 декабря прекратил доставку пассажиров на Пермь-Котласской линии, перевозку почты, грузов.— А. М. Молодцов, «Франжоли и Вятка»
Владимир, наряду с другими социал-демократами и эсерами, саботировал работу железной дороги на станции Вятка, ныне станция Киров-Котласский. Дорога соединяла Пермь и Котлас. Стачечники блокировали движение поездов, высаживая пассажиров из вагонов. Историк А. В. Сергеев пишет: «В. Т. Франжоли, отняв у начальника станции щипцы и пломбы, запломбировал все вагоны. Забастовщики запретили продавать билеты, пригрозив в противном случае бросить бомбу в начальника станции, вторую в кассу». Давая оценку деятельности В. Франжоли, историк называет его недоучкой-гимназистом и характеризует низкий уровень его «революционности».
Исследователь А. М. Молодцов утверждает, что, называя Владимира Франжоли недоучившимся гимназистом, А. В. Сергеев явно смешивает двух братьев Франжоли, Владимира и Виктора, говоря о В. Франжоли. Недоучившимся гимназистом был Виктор, а Владимир никогда не учился в Вятской гимназии. По-видимому, ту же самую ошибку совершает историк А. С. Масютин, который последовательно называет В. Т. Франжоли эсером, гимназистом, но расшифровывает его имя то как Владимир, то как Виктор, относя его деятельность к работе помощником бухгалтера на станции Вятка I, хотя деятельность Виктора Франжоли никак не была связана с железной дорогой. По данным А. С. Масютина, в августе 1906 г. состоялся IV съезд Областной Уральской организации Партии социалистов-революционеров. Вятских эсеров на нём представлял 18-летний гимназист В. Т. Франжоли. Учитывая то, что гимназисту Виктору в то время было всего 15 лет, на съезде мог участвовать лишь 24-х летний Владимир Франжоли.
По обвинению в антиправительственной деятельности Владимир Тимофеевич был приговорён к заключению в тюремный замок сроком на девять месяцев. Этот срок он отбывал в Вятке с 7 апреля 1907 года. В следующем 1908 году В. Т. Франжоли был приглашён стать редактором ведущей местной оппозиционной газеты «Вятская речь». В течение долгих лет под разными названиями её издавал старейший вятский революционер Николай Аполлонович Чарушин (1851—1937). Н. А. Чарушин в своё время судился по процессу ста девяноста трёх вместе с дядей Владимира, Андреем Афанасьевичем Франжоли, ставшим впоследствии участником цареубийства Александра II. Как и другой дядя Владимира Франжоли, Николай Афанасьевич Франжоли, Н. А. Чарушин много лет отбывал наказание на Карийской каторге в Сибири. Поэтому не случайным было то, что Н. А. Чарушин предложил место в своей газете сыну Тимофея Афанасьевича Франжоли, только что отбывшему свой первый тюремный срок.
В газете «Вятская речь», кроме самого Н. А. Чарушина, являвшегося полновластным хозяином газеты, участвовали все активные местные бывшие и настоящие ссыльные и поднадзорные: А. Д. Кувшинская, жена Н. А. Чарушина и также участница процесса 193-х, обвенчавшаяся с мужем в Доме предварительного заключения в 1878 году, М. П. Бородин (псевдоним Вятич), народнический публицист и статистик, отбывший якутскую ссылку, встречу с которым описал исследователь сибирской каторги Джордж Кеннан, П. А. Голубев, ещё один крупный вятский общественный деятель, публицист и статистик, секретарь газеты А. А. Лучинин и многие другие. Местная администрация легко расправлялась с неугодными журналистами. Был отправлен в ссылку А. А. Лучинин, арестованы и высланы за пределы Вятской губернии редактор газеты И. А. Владиславлев и издательница А. Д. Чарушина (Кувшинская). Последняя вскоре умерла, заболев в ссылке, находясь в одиночестве без мужа.
В этих условиях Н. А. Чарушин начал привлекать в газету редакторов со стороны, чтобы без труда заменить их в случае репрессий против его издания и сохранить таким образом оппозиционный печатный орган. Одним из таких фиктивных руководителей газеты, по-видимому, и стал Владимир Франжоли. Н. А. Чарушин позднее вспоминал об этом так: «Охотно шли они за небольшое вознаграждение, или совсем без оного, по сочувствию к той борьбе, какую вела газета, отлично зная, что их за это ожидает». За десять месяцев существования газеты под названием «Вятская речь» (до этого выходили газеты «Вятская жизнь» и «Вятский край») с декабря 1907 по октябрь 1908 года её редакторами успели побывать семь человек. Владимир Франжоли приступил к редактированию газеты со 182 номера, вышедшего 14 октября 1908 года, и на этом посту он сумел продержаться больше года.
Структура газетных рубрик при нём не претерпела существенных изменений. «Вятская речь» регулярно перепечатывала у себя открытые письма Максима Горького и Льва Толстого, материалы либеральных журналистов из центральных газет: А. А. Измайлова, В. Д. Кузьмина-Караваева, М. М. Могилянского, А. А. Яблоновского, Л. И. Гальберштадта, Ф. Г. Мускатблита (Musca), стихи поэта-декадента Н. М. Минского и др. Но в год редакторства Владимира Тимофеевича не только его газета перепечатывала статьи из столичных газет, но и те, в свою очередь, перепечатывали материалы из «Вятской речи».

### «„Карательная экспедиция“ для взыскания податных недоимок с крестьян Котельничского уезда»
23 января 1909 года газета напечатала репортаж «„Карательная экспедиция“ для взыскания податных недоимок с крестьян Котельничского уезда». Статья вызвала резонанс не только в Вятской губернии, но и далеко за её пределами. Местный крестьянин Василий Созинов сообщал о многочисленных случаях насильственного сбора крестьянских недоимок, производимых по указанию вятского губернатора С. Д. Горчакова. По утверждению В. Созинова, недоимки у неимущих крестьян выколачивались всеми правдами и неправдами, нередки были случаи физической расправы, крестьяне и крестьянки подвергались экзекуциям, хотя к 1903—1904 годам все виды телесных наказаний в России, в том числе для каторжных, крестьян и военнослужащих, были отменены. В числе подвергнутых насилию крестьян оказывались ни в чём не повинные люди. В. Созинов лично собрал информацию вблизи станций Свеча и Шабалино и насчитал около двухсот избитых крестьян.
Инцидент в Котельничском уезде получил широкую огласку. Статью перепечатали несколько петербургских и московских газет. Благодаря настойчивости вятских депутатов эпизод с поркой крестьян долгое время дебатировался в Государственной думе. П. А. Столыпин получил депутатский запрос с требованием разобраться в факте насильственных действий вятской полиции и привлечь к ответственности виновных, но председатель Совета министров в ответ назвал «Вятскую речь» самой революционной из провинциальных газет, похвалил С. Д. Горчакова за решительные действия в неспокойной губернии, до 1908 года находившейся на положении усиленной охраны, однако обещал разобраться с деталями происшедшего. С. Д. Горчаков расценил публикацию «Вятской речи» как клевету на местную администрацию, а редакторов газеты назвал подставными лицами.
27 января губернатор С. Д. Горчаков отправился на станцию Шабалино для выяснения достоверности фактов из депутатского запроса и журналистского расследования «Вятской речи». В ходе следствия автор статьи В. Созинов был арестован на два месяца, после чего выслан за пределы губернии. Газета была приостановлена на две недели, а типография, в которой она печаталась, закрыта. Через две недели газета возобновила выход в другой типографии, но ещё в течение двух недель она выпускалась в ограниченном формате для публикации столичных телеграмм и официальных известий. К работе в полноценном формате большой политической газеты «Вятская речь» вернулась лишь через месяц. В этот трудный период опальной газете финансово помогали Ф. И. Шаляпин, революционер Н. В. Чайковский и издатель А. П. Чарушников, считавшие себя «бывшими вятскими».
1 марта 1909 года для производства дознания о случившемся в Вятку прибыли член Совета министров В. Г. Кондоиди и генерал для особых поручений при министре внутренних дел С. С. Навроцкий. Для дачи показаний они вызвали на допрос В. Т. Франжоли и старшего советника Вятского губернского правления Пащевского. Спустя несколько дней «Вятская речь» информировала читателей об аресте своего редактора сроком на две недели. Поводом стала статья газеты о закрытии в Котельничском уезде Богородского сельскохозяйственного общества, которое возглавлял Василий Созинов. В своё время общество было открыто с санкции самого губернатора, но информацию об его закрытии местная администрация посчитала неприемлемой. 25 апреля 1909 года редактор В. Т. Франжоли был оштрафован за № 86 выпускаемой им газеты на сумму 250 рублей.
Расследование комиссии Кондоиди и Навроцкого в мае 1909 года закончилось безрезультатно. Находившийся в ссылке В. Созинов со страниц «Вятской речи» обратился к П. А. Столыпину с предложением отдать самого себя под суд за распространение порочащей котельничскую полицию информации. В перепалку вступила Вятская губернская управа, ответившая крестьянину-правдоискателю, что если понадобится отдать его под суд, ходатайства Василия Созинова для этого не потребуются. Тем не менее, год спустя III Государственная дума приступила к слушаниям по результатам расследования котельничского инцидента. 12 мая 1910 года на 108 заседании третьей сессии Государственной думы позицию правительства в Думе представлял командир отдельного корпуса жандармов и товарищ министра внутренних дел генерал П. Г. Курлов.
По мнению генерала Курлова, котельничские крестьяне вовсе не бедствовали, а вместо своевременного внесения в казну окладных податей, они свои деньги, с одобрения местных революционных агитаторов, скрывали и пропивали. Однако генералу пришлось признать отдельные случаи превышения полномочий некоторыми должностными лицами, правда, по его словам, не носившие массового характера. П. Г. Курлов коснулся отрицательной роли прессы в освещении котельничских событий и, в частности, газеты «Вятская речь»: «Можно ли доверять какой-то провинциальной газете, издаваемой и руководимой бывшим политическим каторжанином и соучастником в цареубийстве?».
Это место из речи П. Г. Курлова вызвало удивление историка В. Д. Сергеева: «Сам же Чарушин, „изъятый из обращения“ в 1874 г. за участие в кружке „чайковцев“ и после „процесса 193-х“ высланный на Карийскую каторгу, никоим образом не мог участвовать в покушении народовольцев на Александра II». А. М. Молодцов предполагает, что на убийство Александра II память П. Г. Курлова могла навести фамилия Андрея Франжоли, участника цареубийства и родного дяди редактора «Вятской речи». Однако Курлов перепутал не только биографию Н. А. Чарушина, вспомнив к чему-то про Сахалин, но и биографию Владимира Франжоли, а также сведения об ещё одном сотруднике «Вятской речи» Н. А. Кролюницком, который привлекался к суду по политическим делам не в Вятке, а в Казани:

Позвольте мне познакомить вас с характеристикой следователей из «Вятской речи». Редактор Франжолли (голос справа: «Он жид?»), сын сосланного австрийского подданного, в 1868 г. служил конторщиком на Пермской ж. д. (Захаров с места: «Это кляуза») …нет, это не кляуза, это приговор Казанской судебной палаты, и был присуждён в крепость на девять месяцев (голос справа: «Хорош»). Мещанин Чарушин опять-таки по суду за сношение с лицами, имевшими непосредственное отношение к цареубийству 1 марта, был сослан на остров Сахалин и потом, вернувшись оттуда, примкнул к нынешним революционным организациям. Бывший студент Кромоницкий за организацию революционного сообщества и за постановку революционной типографии в Вятке был выслан из Вятской губернии в отдалённые места Пермской губернии.— Государственная дума. Третий созыв. Стенографические отчёты 1910 г.
В думской дискуссии о газете «Вятская речь» и её редакторе политиков, в первую очередь, интересовала фамилия Владимира Тимофеевича, его национальность и происхождение, а уже потом его убеждения. Вятский кадет М. П. Бакин спрашивал П. Г. Курлова, как случилось, что местная власть предложила редактору-иностранцу возглавить вятскую проправительственную газету «Голос Вятки», если В. Т. Франжоли был сыном австрийского подданного, сосланного в Вятку, и сам отбывал срок за участие в железнодорожной забастовке. Социал-демократ из Сарапула Г. П. Астраханцев продолжал: «И вот тот редактор, сын австрийского подданного, как утверждает товарищ министра внутренних дел, хотя и не русский, но счёл всё же нужным выступить на арену разоблачений со строго проверенными самими крестьянами фактами, подтверждающими факты возмутительного насилия».
Докладчик из Вятки С. С. Липягов, обращаясь к правым депутатам, рассуждал так: «Что касается ссылки товарища министра на то, что Франжоли — сын австрийского подданного, то я не знаю, насколько это может иметь значение (указывая направо) даже в глазах ваших». Кадетский депутат имел ввиду интерес правых к национальному вопросу, а Австро-Венгерская империя за несколько лет до её распада была воплощением консервативных ценностей, поэтому австрийское подданство не могло замарать репутации вятского редактора в глазах правых.
Газета «Вятская речь» в 1910 году, когда Владимир Тимофеевич уже не был её редактором, излагая думское выступление П. Г. Курлова, писала, что Владимир Франжоли — сын австрийского подданного, бежавшего со своей родины. В официальной стенограмме выступления товарища министра внутренних дел этих слов нет. Но провинциальная газета ничего не придумала, она лишь перепечатала текст выступления Курлова из московской газеты «Русские ведомости», — вполне респектабельного издания, позиционировавшего себя органом московской профессуры.
Если бы «Вятская речь» написала такое от своего имени, то можно было бы предположить, что упоминание бегства с родины — это пересказ семейной легенды вятских кондитеров о якобы гарибальдийском прошлом итальянских предков Франжоли. «Но как семейный миф вятских мещан мог стать достоянием органа московской либеральной профессуры, остаётся лишь догадываться. Правда, на этот раз из Австрийской империи почему-то сбегал другой предок: не Афанасий Дмитриевич, а Тимофей Афанасьевич», — недоумевает исследователь клана Франжоли А. М. Молодцов, а парадокс заключался в том, что Владимир Франжоли вовсе не был австрийцем, за кого он себя по недоразумению выдавал, никто из его родственников никуда не сбегал. Редактор «Вятской речи» был русским по меньшей мере в четвёртом поколении, а его предки жили безвыездно в России уже свыше ста лет, не имея никакого отношения к движению Рисорджименто. Генеральный консул Австро-Венгрии в Одессе ещё в 1879 году отказался принимать на австро-венгерской границе братьев-революционеров Тимофея, Николая и Дмитрия Франжоли.
При обсуждении так называемого «вятского запроса» в Государственной думе сторонниками осуждения действий котельничской полиции от кадетов выступили Ф. И. Родичев, А. И. Шингарёв, от социал-демократов Н. С. Чхеидзе, их поддержали трудовики, эсеры и народные социалисты. Насилие над крестьянами осудил известный статистик академик В. И. Покровский. Дебаты в III Государственной думе вызвали интерес в Великобритании. Бернард Перс, историк-славист, впоследствии профессор Ливерпульского университета, попросил Н. А. Чарушина «сообщить ему точные сведения о последних избиениях крестьян в Вятской губернии при получении с них недоимок», он писал своему корреспонденту, что был бы «очень благодарен за сообщение точных фактов, как они есть». Инцидентом в Котельничском уезде заинтересовалась и лондонская «The Times».
Широкая огласка экзекуции котельничских крестьян привела к тому, что вятский губернатор С. Д. Горчаков вынужден был оставить свой пост. 1 мая 1909 года он покинул Вятку, чтобы занять должность калужского губернатора, на которую был назначен 6 апреля. После отъезда С. Д. Горчакова в Калугу газета «Вятская речь» не прекращала на него своих нападок. Эти нападки газеты В. Т. Франжоли тем более удивительны, сообщает А. М. Молодцов, что супруга С. Д. Горчакова Анна Евграфовна Горчакова, урождённая графиня Комаровская, родственница С. А. Толстой, известная своей благотворительностью, бывала в доме Владимира Тимофеевича, где посещала известного русско-французского скульптора Наума Аронсона, который жил у Франжоли во время своего приезда в Вятку к брату-стоматологу Д. Л. Аронсону.

### В. Т. Франжоли при губернаторе П. К. Камышанском
Разоблачительные материалы, подобные статье Василия Созинова, газета В. Т. Франжоли продолжала печатать при преемнике С. Д. Горчакова на посту вятского губернатора — Петре Константиновиче Камышанском. 13 августа 1909 года сытинская газета «Русское слово» сообщала, что из-за заметки «о неодобрительном поведении стражников» редактор В. Т. Франжоли и его сотрудники были подвергнуты аресту на разные сроки заключения «за агитацию среди населения против стражников», то есть против полиции. Следующий конфликт редакции и вятской администрации возник в связи с освещением «Вятской речью» действий уржумской полиции.
Некий политический ссыльный Ираклий Георгадзе, по словам журналистов, самовольно покинул место ссылки, а месяц спустя вернулся. Полиция, чтобы замять инцидент, предложила виновнику сделку: выдавать в течение четырёх месяцев ежемесячное денежное довольствие в размере 3 рублей вместо положенных 13 рублей. И. Георгадзе будто бы согласился, а когда газета предала гласности детали сделки, тот отказался от своих слов. 15 августа газету ждало двойное наказание: два месяца ареста или 300 рублей в качестве штрафа за публикацию о вятской полиции и полтора месяца ареста либо 200 рублей штрафа за публикацию искажённого освещения выборов гласных в Слободском уезде.
Поскольку средств на выплату штрафа у редакции не было, Владимиру Франжоли в общей сложности предстояло отсидеть сразу два срока продолжительностью три с половиной месяца. Но направленность редактируемой им газеты не изменилась. Критикой действий местной власти были наполнены так или иначе все основные отделы газеты. Мишенью журналистов были как действия правых партий, так и действия чиновников. Историк В. А. Любимов называл «Вятскую речь» одной из лучших провинциальных газет, В. Д. Сергеев писал, что «Вятская жизнь», «Вятский край» и «Вятская речь» являются настоящей энциклопедией вятской губернской жизни начала XX века. И не только губернской. Подписчики газеты были в Санкт-Петербурге, Москве, на Урале, в Средней Азии. Г. Н. Потанин, географ, ботаник, фольклорист и общественный деятель, выписывал газету в Томске. Многие бывшие и настоящие ссыльные в городах России так же являлись её читателями.
Однако, по мнению В. А. Любимова, газета В. Т. Франжоли начала несколько «желтеть», а жалованье её редактора исчислялось странным образом: редактор газеты каждый месяц получал 85 рублей за редактирование издания и 5 процентов от суммы подписки, и это была нормальная редакционная практика, а за время нахождения редактора под стражей издатель Н. А. Чарушин платил ему вдвое больше, поэтому редакционная крамола и пребывание в тюрьме в каком-то смысле ему были даже выгоднее бесконфликтного прозябания на воле. А. М. Молодцов отмечает, что вопрос о фиктивности редакторства Владимира Франжоли и, соответственно, его вины за «желтизну» газеты — вопрос дискуссионный. Но сам факт того, что он неоднократно находился в заключении за материалы газеты, говорит о том, что демократические принципы ему были не чужды. Не принижая заслуг Н. А. Чарушина в организации газеты «Вятская речь», приходится признать, — пишет историк, — что одному ему без таких редакторов, как В. Т. Франжоли, издавать оппозиционную газету было бы невозможно.
В конце своего редакторского срока Владимир Тимофеевич начал играть более самостоятельную роль в газете, нежели ту, для которой он предназначался. Так, вятский вице-губернатор Д. Д. Григорьев сообщал, что г. Франжоли сам просил репортёра его газеты С. И. Ложкина, оповещавшего в газете о бесчинствах, будто бы чинимыми вятскими полицейскими, разыскать свидетелей, которые не побоялись бы подтвердить содержание его газетной заметки. Затем, 2 сентября 1909 года, отбывая тюремный срок, редактор Франжоли попросил о личном свидании с губернатором П. К. Камышанским. Целью его было установление всех обстоятельств судебного преследования сотрудников «Вятской речи», поскольку кроме него различные сроки отбывали корреспонденты С. И. Ложкин и Ф. П. Кунилов. Максимальный срок наказания за преступления, предусмотренные Законом о печати, не мог превышать трёх месяцев. Таким образом, наказывая его на три с половиной месяца, власть нарушала свои собственные законы.
Кроме этого, активность Франжоли-редактора проявилась в судебных исках против консервативной газеты «Вятский вестник» — печатного антипода «Вятской речи», — и его редакторов Н. С. Калинушкина и А. Г. Кузьмина. Письмо к губернатору и судебные иски В. Т. Франжоли привели к неожиданному результату: вятский полицмейстер Райков от лица губернатора предложил Владимиру Франжоли занять пост ответственного редактора в местной полуофициальной газете «Голос Вятки», именно об этом было выступление в Государственной думе вятского депутата-кадета М. П. Бакина. Райков и Франжоли хорошо знали друг друг ещё со времени процесса по делу Всероссийского железнодорожного союза и Всеобщей октябрьской политической стачки, то есть с 1905 года. Видимо, расчёт был на то, что наёмный редактор Н. А. Чарушина так же добросовестно сможет исполнять обязанности в проправительственной газете, как до этого он их исполнял в оппозиционной газете, и власти удастся своего противника обратить в союзника. Таким образом, канцелярия губернатора вынуждена была считаться с Владимиром Франжоли как с серьёзным политическим оппонентом.
Владимир Тимофеевич отказался от заманчивого предложения, хотя и вынужден был сложить с себя полномочия редактора «Вятской речи» с 1 ноября 1909 года, когда ему оставалось отсидеть в тюрьме один месяц. Мотивы его решения остались неясными, возможно, причиной было усиление административного давления на оппозиционную газету. Сразу семь бывших редакторов «Вятской речи» были подвергнуты административному взысканию в декабре 1909 года. В. Т. Франжоли, только что покинувшего стены вятского тюремного замка, среди них не было, поскольку ранее он подал официальное заявление о сложении с себя обязанностей ответственного редактора «Вятской речи». Н. А. Чарушин в обращении к П. К. Камышанскому лично объяснял, что не считает всех редакторов «Вятской речи», за исключением Н. А. Падарина и Н. А. Глущука (последний сменил на этом посту В. Т. Франжоли), редакторами фактическими.
Тем не менее, это не избавило бывшего редактора Франжоли от необходимости отсидеть очередной тюремный срок весной 1910 года за статью «Вятской речи» об уржумской полиции и ссыльном Ираклии Георгадзе. Вятский окружной суд по этому делу состоялся 20 марта и приговорил В. Т. Франжоли к наказанию в полтора месяца лишения свободы. Это был уже третий тюремный срок за материалы газеты, а в общей сложности четвёртое лишение свободы за его общественную деятельность. После освобождения Владимир Франжоли некоторое время числился председателем старшин вятского «Коммерческого клуба», а также был на других подобных выборных должностях, но прежней активной политической роли в жизни губернии более не играл. В 1912 году он совершил растрату в качестве казначея Вятского городского пожарного общества, покрытую им в следующем году, но затем его имя навсегда исчезает со страниц местных газет.
А. М. Молодцов считает, что оппозиционность Владимира Франжоли превосходила отцовскую, Тимофей Франжоли никогда не проявлял себя таким рьяным оппозиционером. Это обстоятельство и, видимо, какие-то другие факторы помешали Владимиру стать наследником отцовского кондитерского производства — наследство досталось его старшему брату Николаю. В отличие от него, Владимир, работая на различных бухгалтерских должностях, по-видимому, никогда не испытывал тяги к предпринимательству.
Ещё до вступления в бурную политическую стихию Владимир Тимофеевич женился на Марии Васильевной Двининой, в браке родились сыновья Вячеслав, Борис (1905 и 1906 год) и дочь Нина, в замужестве Притула.

## Комментарии
1. ↑  Виктор Франжоли родился 16 (28) ноября 1890 года.
2. ↑  Виктор Франжоли, эсер, в 1907 году привлекался к следствию по делу о покушении Иосифа Левицкого на вятского губернатора С. Д. Горчакова, но был освобождён ввиду недостатка улик. В 1909 году он всё-таки пытался закончить обучение в Вятской гимназии, написав соответствующую просьбу в канцелярию губернатора, но в его просьбе ему было отказано. Среди прочих мотивов указывалось, что Виктор является братом арестованного Владимира Франжоли, редактора «Вятской речи».
3. ↑  Возможно, некоторые ошибки, в частности, ошибки пунктуации и антропонимики, допущены по вине стенографистов. Однако это не может касаться фактических ошибок в указании дат, географических названий и населённых пунктов. Например, в 1868 году отцу Тимофею Афанасьевичу Франжоли было всего 14 лет.
4. ↑  Семейные воспоминания Франжоли гласят, что предок Афанасий Франжоли был итальянским рыбаком, примкнувшим к гарибальдийцам. В конце 1860-х годов разрозненные остатки отрядов итальянского революционера, вытесненные с родины папскими войсками, искали спасения в соседних с Италией странах. Афанасий Франжоли нашёл убежище в Триесте, но вскоре был вынужден спасаться от австро-венгерской армии на Балканах. Будучи раненым, он погрузил всю семью на повстанческое судно и через Албанию и Македонию отправился в Крым, по дороге, чтобы не умереть с голоду, занимаясь пиратством. После этого он скитался по городам юга России и окончательно осел лишь в Херсоне.